# Graphiurus rupicola
Espèce
Statut de conservation UICN

 LC  : Préoccupation mineure
Graphiurus rupicola est une espèce de petits rongeurs de la famille des Gliridae qui fait partie des loirs africains.